# Hit 'em Up Style (Oops!)
Hit 'em Up Style (Oops!) è il singolo di debutto della cantante R&B statunitense Blu Cantrell, scritto da Dallas Austin e compreso nell'album di debutto della cantante So Blu del 2001. Il brano contiene un piccolo campionamento di Boys' Night Out, nella versione interpretata da Frank Sinatra.

## Tracce
CD single #1 (16:44)
1. "Hit 'em Up Style (Oops!)" [Radio Edit] – 4:15
2. "Hit 'em Up Style (Oops!)" [Track Masters Remix] (feat. Foxy Brown) – 3:38
3. "Hit 'em Up Style (Oops!)" [Jazze Remix] (feat. Jazze Pha and L.O.) – 4:38
4. "Hit 'em Up Style (Oops!)" [Instrumental] – 4:12

CD single #2 (7:51)
1. "Hit 'em Up Style (Oops!)" [Radio Edit] – 4:15
2. "Hit 'em Up Style (Oops!)" [Track Masters Remix] (feat. Foxy Brown) – 3:36

Maxi single (15:47)
1. "Hit 'em Up Style (Oops!)" [Radio Mix] – 4:04
2. "Hit 'em Up Style (Oops!)" [Instrumental] – 4:13
3. "Till I'm Gone" [snippet] – 1:25
4. "I'll Find a Way" [snippet] – 1:52
5. "The One" [snippet] – 1:19
6. "U Must B Crazy" [snippet] – 1:23
7. "Waste My Time" [snippet] – 1:31

Promo CD single
1. "Hit 'em Up Style (Oops!)" [Radio Mix] – 4:04
2. "Hit 'em Up Style (Oops!)" [Instrumental] – 4:13
3. "Hit 'em Up Style (Oops!)" [Call Out Research Hook] – 0:12

## Classifiche
| Chart (2001)                                    | Peak |
| ----------------------------------------------- | ---- |
| Australian Recording Industry Association Chart | 3    |
| Canadian Singles Chart                          | 7    |
| Dutch Mega Single Top 100                       | 10   |
| Dutch Singles Chart                             | 8    |
| French Singles Chart                            | 47   |
| Muchmusic Top 30                                | 1    |
| New Zealand Singles Chart                       | 3    |
| Swedish Singles Chart                           | 35   |
| Swiss Singles Chart                             | 77   |
| Billboard Hot 100                               | 2    |
| U.S. Billboard Latin Pop Airplay                | 26   |
| U.S. Billboard Latin Tropical/Salsa Airplay     | 15   |
| U.S. Billboard Rhythmic Top 40                  | 5    |
| U.S. Billboard Top 40 Mainstream                | 1    |
| U.S. Billboard Top 40 Tracks                    | 1    |